# Акции в защиту Хопра
Акции в защиту Хопра — серия акций защитников природы, местных жителей и казаков против разработки никелевых месторождений в Воронежской области (Еланское и Елкинское месторождения, в бассейне реки Хопёр, в районе города Новохопёрск).

## Предыстория
22 мая 2012 года конкурсная комиссия Роснедр признала УГМК победителем в конкурсе на право разработки Елкинского и Еланского медно-никелевых месторождений в Воронежской области. УГМК рассчитывает, что если запасы в результате геологоразведки подтвердятся, то УГМК построит горно-обогатительный комбинат, где будет получать никелевый и медный концентрат, который для переработки станет вывозить на Урал.
С самого начала этот проект вызвал резкую критику со стороны местных жителей и экологических организаций, которые предположили, что строительство никелевого комбината приведет к значительному ухудшению экологической обстановки (в том числе и в Хопёрском заповеднике) и как следствие создаст угрозу здоровью местного населения.
Экологические активисты выдвигают следующие аргументы против проекта:
- разработки никеля шахтным способом приведут к катастрофическому понижению уровня грунтовых вод — депрессионной воронке, которая уничтожит местное сельское хозяйство;
- подземные воды, находящиеся на глубине в виде рассолов, могут в результате буровых работ прорваться на поверхность и привести к засолению ценного чернозёма.
- проект не даст ни рабочих мест, ни серьёзного экономического вклада в развитие региона[1].

Однако Виктор Бочаров, заведующий кафедрой гидрогеологии и геоэкологии Воронежского государственного университета, считает, что депрессионная воронка будет невелика, если использовать технологию замораживания пластов. Горные выработки и воронки депрессии никак не помешали развитию сельского хозяйства соседних с Воронежской Белгородской и Курской областей. Доходы от добычи никеля во много раз перекроют убытки от изъятия сельхозземель из оборота.
УГМК утверждает, что, чтобы добраться до залегания руд без повреждения водных горизонтов, проходка шахты будет осуществляться с замораживанием грунтов, под защитой которого будет построена бетонная труба диаметром 9 метров, которая будет отделять шахту от водных горизонтов. На обогатительном производстве водооборот изначально будет замкнутым, сброс сточных вод из технологического цикла будет исключён. Также будут приняты особые меры для герметизации хвостохранилища — всё это исключит любую возможность обмеления или загрязнения Хопра. Зона влияния предприятия не превысит 500 м, а расстояние до Хопёрского заповедника — 15 км.

## Акции протеста
Весной-летом 2012 года в регионе проходили акции протеста, оформилось «Движение в защиту Хопра», в частности 4 ноября в Воронеже были арестованы три активиста (Ольга Азарных, Сергей Ткаченко и Сергей Войнов), протестовавших против строительства никелевого комбината.
8 февраля 2013 года группа экоактивистов и казаков провела акцию протеста против геологоразведочных работ в Новохопёрске.
10 марта 5 тысяч жителей Новохопёрска и их сторонников из других населенных пунктов вышли на протест против разработки никеля на Хопре. Активно в защиту Хопра выступило казачество.
21 апреля митинги против строительства никелевого комбината на Хопре прошли в ряде городов России. Наиболее крупные митинги прошли в Воронеже (2 тыс. человек) и Москве (300—400 человек).
11 мая 2013 года экологи организовали протестный лагерь, однако 13 мая протестующие были избиты сотрудниками частного охранного предприятия «Патруль», а, по сообщениям активистов, атаман местной культурной автономии Игорь Житенёв получил сильное сотрясение мозга, перелом челюсти и рёбер.
23 мая того же года митинг в защиту Хопра в Воронеже, приуроченный к визиту в регион В. В. Путина был разогнан полицией.
Ситуация обострилась 22 июня 2013 года, когда радикально настроенные экологи напали на вахтовый поселок геологов и сожгли его. Сгорели две буровые вышки, два автомобиля, а трое полицейских обратились за медицинской помощью. 25 человек были задержаны по подозрению в поджоге. Их отпустили под подписку о невыезде.
Было возбуждено 16 дел об административных правонарушениях по двум статьям «Неповиновение законным требованиям представителей власти» и «Мелкое хулиганство». 28 июня семь человек были осуждены к административному аресту на срок от одних до пяти суток, двоим были назначены штрафы в размере 500 рублей.
В ноябре 2013 года полиция арестовала экоактивистов Безменского и Житенёва по обвинению в вымогательстве, которое заключалось в требовании денег с УГМК в обмен на прекращение акций протеста, было обнародовано видео задержания с поличным при передаче денег.